# 咸昌里
咸昌里，是台灣南部自清治時期至日治初期的一個行政區劃，其範圍即今屏東縣的車城鄉北部。
咸昌里北邊為蕃地，南邊為興文里。

## 管轄街庄
咸昌里共轄1個庄：
- 今車城鄉境內：四重溪庄